# Rapala enganica
Rapala enganica är en fjärilsart som beskrevs av Hans Fruhstorfer 1912. Rapala enganica ingår i släktet Rapala och familjen juvelvingar. Inga underarter finns listade.